# Kreuzlingen
Kreuzlingen je grad u Švicarskoj i drugi po veličini grad u kantonu Thurgau.

## Gradske četvrti
- Bernrain

## Šport
- FC Kreuzlingen, nogometni klub

## Poznate osobe
Ovdje ulaze osobe koje su rođene i/ili su djelovale u Kreuzlingenu.
- Ferdinand von Zeppelin

## Vanjske poveznice
- Službena stranica grada Kreuzlingena  Arhivirana inačica izvorne stranice od 12. prosinca 2008. (Wayback Machine)

- Crkva sv. Ulricha i Afre